# Taraconica isekaly
Taraconica isekaly är en fjärilsart som beskrevs av Pierre E.L. Viette 1982. Taraconica isekaly ingår i släktet Taraconica och familjen nattflyn. Inga underarter finns listade i Catalogue of Life.